# Beluluk
Beluluk is een bestuurslaag in het regentschap Bangka Tengah van de provincie Bangka-Belitung, Indonesië. Beluluk telt 3955 inwoners (volkstelling 2010).